# بول هيتون
بول هيتون (بالإنجليزية: Paul Heaton)‏ هو مغن مؤلف وكاتب أغاني ومغني بريطاني، ولد في 9 مايو 1962 في Bromborough ‏ في المملكة المتحدة.

## وصلات خارجية
- الموقع الرسمي
- بول هيتون على موقع IMDb (الإنجليزية)
- بول هيتون على موقع ميوزك برينز (الإنجليزية)
- بول هيتون على موقع أول ميوزيك (الإنجليزية)
- بول هيتون على موقع ديسكوغز (الإنجليزية)